# Messias Targino
Messias Targino é um município brasileiro do interior do estado do Rio Grande do Norte. De acordo com o IBGE (Instituto Brasileiro de Geografia e Estatística), no ano 2024 sua população era de em 4 404 habitantes, distribuídos em uma área territorial de aproximadamente 142 km², resultando em uma densidade populacional de 30,9 hab./km².

## História
Em terras do município de Patu, dominadas pelo Serrote Junco e formada por calcários que permitem a conservação da umidade e da produção de juncáceos, teve início uma povoação que foi chamado Junco. Sem maiores registros oficiais o que se sabe da localidade através dos mais antigos, é que nos meados de 1852 a região de Junco era composta por uma pequena e esparsa povoação que vivia da criação de gado. Com suas terras ricas em calcário para o fabricação de cal, as potencialidades naturais de Junco, em 1894, já eram consideradas um fato consumado. Em 8 de maio de 1962, pela Lei nº 2.750, Junco desmembrou-se da cidade de Patu, e tornou-se município permanecendo com esse nome por pouco tempo, sendo posteriormente modificado para Messias Targino, em homenagem a um antigo membro de importante família da região.

## Geografia
Distante 328 km de Natal, capital estadual, Messias Targino ocupa 142,608 km², correspondendo a 0,2558% da superfície estadual, dos quais apenas 0,655 km² constituem de fato a área urbana. Desde 2017, quando as microrregiões e mesorregiões foram substituídas pelas regiões geográficas imediata e intermediária, respectivamente, Messias Targino pertence às regiões imediata e intermediária de Mossoró. Até então, fazia parte da microrregião do Médio Oeste, que por sua vez estava incluída na mesorregião do Oeste Potiguar. Limita-se com Janduís a norte; Belém do Brejo do Cruz, na Paraíba, a sul; Campo Grande e novamente Janduís e Belém do Brejo do Cruz a leste e Patu a oeste.

Messias Targino e seus vizinhos; Belém do Brejo do Cruz pertence à Paraíba

O relevo do município apresenta altitudes predominando entre duzentos e quatrocentos metros e está inserido na Depressão Sertaneja e no Planalto da Borborema, do qual fazem parte as serras de Caramuru, do Junco, Preta, Vermelha e do Vinagre e os serrotes Bicudo, do Encanto e Velhacaria, onde estão as maiores altitudes. A área de Messias Targino encontra-se situada no embasamento cristalino, formada por rochas metamórficas do período Pré-Cambriano Superior, entre 570 milhões e 1,1 bilhão de anos. Predomina o solo podzólico vermelho-amarelo equivalente eutrófico, bastante fértil, bem drenado e de textura média, formada tanto por areia quanto por argila, ocorrendo também os solos bruno não cálcico e litólico, o último denominado de neossolo na nova classificação brasileira de solos e os demais chamados de luvissolo.
A vegetação desses solos é xerófila e de pequeno porte, constituída pela Caatinga, que perde suas folhas no período seco. Messias Targino é cortado pelos riachos Capitão, do Junco e da Quixaba, possuindo seu território integralmente na bacia hidrográfica do Rio Apodi-Mossoró. A cidade é abastecida pela Barragem Armando Ribeiro Gonçalves, sendo a água transportada pela Adutora Deputado Arnóbio Abreu, que integra o Sistema Adutor do Médio Oeste.
Com temperaturas elevadas chuvas concentradas concentradas no primeiro semestre, o clima é semiárido. De 2004 a 2020, segundo dados da Empresa de Pesquisa Agropecuária do Rio Grande do Norte (EMPARN), o maior acumulado de chuva em 24 horas registrado na cidade alcançou 165 mm em 22 de abril de 2020, seguido por 120 mm nos dias 11 de fevereiro de 2017 e 17 de abril de 2018, 107,2 mm em 21 de fevereiro de 2007, 101 mm em 20 de abril de 2013 e 100 mm em 26 de março de 2018. O mês de maior precipitação foi abril de 2018, com 421,1 mm.
| Dados climatológicos para Messias Targino (2004-2020) | Dados climatológicos para Messias Targino (2004-2020) | Dados climatológicos para Messias Targino (2004-2020) | Dados climatológicos para Messias Targino (2004-2020) | Dados climatológicos para Messias Targino (2004-2020) | Dados climatológicos para Messias Targino (2004-2020) | Dados climatológicos para Messias Targino (2004-2020) | Dados climatológicos para Messias Targino (2004-2020) | Dados climatológicos para Messias Targino (2004-2020) | Dados climatológicos para Messias Targino (2004-2020) | Dados climatológicos para Messias Targino (2004-2020) | Dados climatológicos para Messias Targino (2004-2020) | Dados climatológicos para Messias Targino (2004-2020) | Dados climatológicos para Messias Targino (2004-2020) |
| Mês                                                   | Jan                                                   | Fev                                                   | Mar                                                   | Abr                                                   | Mai                                                   | Jun                                                   | Jul                                                   | Ago                                                   | Set                                                   | Out                                                   | Nov                                                   | Dez                                                   | Ano                                                   |
| ----------------------------------------------------- | ----------------------------------------------------- | ----------------------------------------------------- | ----------------------------------------------------- | ----------------------------------------------------- | ----------------------------------------------------- | ----------------------------------------------------- | ----------------------------------------------------- | ----------------------------------------------------- | ----------------------------------------------------- | ----------------------------------------------------- | ----------------------------------------------------- | ----------------------------------------------------- | ----------------------------------------------------- |
| Precipitação (mm)                                     | 74,1                                                  | 117,7                                                 | 162,7                                                 | 157,5                                                 | 84,5                                                  | 26,7                                                  | 21,4                                                  | 6                                                     | 0                                                     | 2,2                                                   | 7,8                                                   | 14,1                                                  | 674,7                                                 |

## Religião
O município conta apenas com uma igreja (capela) que pertence a paróquia da cidade de Patu. Na capela são realizadas celebrações e outros eventos religiosos, entre os quais destaca-se a festa de Nossa Senhora das Graças no mês de novembro.
Segundo o IBGE, Messias Targino no ano de 2010 possuía uma população pertencente a religião católica apostólica romana de 3.690 pessoas, 125 evangélicos, 116 nas religiões evangélicas de origem pentecostal, 9 pessoas da religião espírita e 358 pessoas declararam não ter nem uma religião.

## Subdivisões
A atual divisão da sede administrativa do município é formada pelos bairros Parque das Rosas, Alto do Bonito, Lagoa do Junco, Sol Nascente e Centro, além de manter, além dos conjuntos habitacionais Noêmia Almeida (antigo Antônia Gomes) e Osnildo de Freitas Targino (antigo Conjunto das Rosas).

## Política
O poder executivo de Messias Targino, é formado pelo prefeito(a), e por seus seis secretários municipais seguindo o modelo proposto pela Constituição Federal, que ocupam as seguintes pastas de: Educação, Cultura Turismo Esporte e Lazer, Ação Social, Saúde e Saneamento, Agricultura Pecuária e Meio Ambiente e Obras e Serviços Públicos. O poder legislativo do município é formado por nove vereadores eleitos constitucionalmente pela população. O primeiro prefeito constitucional foi o senhor Osnildo de Freitas Targino, eleito em 1 de dezembro de 1963. A sede do poder executivo messiense atualmente é sediada no Palácio 8 de Maio, na rua Manoel Fernandes Jales, centro da Cidade.
Ao todo o município teve quatorze prefeitos, um interino e treze constitucionais.
| Posição | Prefeitos                    | Vice                         | Eleito                 | Posse                 |
| ------- | ---------------------------- | ---------------------------- | ---------------------- | --------------------- |
| 1º      | João Jales Dantas (interino) | (sem registros)              | 7 de junho de 1962     | 7 de junho de 1962    |
| 2º      | Osnildo de Freitas Targino   | Edimar Teixeira Diniz        | 1 de dezembro de 1963  | 31 de janeiro de 1964 |
| 3º      | Inácio Gabriel Da Silva      | (sem registro)               | 15 de novembro de 1968 | 31 de janeiro de 1969 |
| 4º      | João Jales Dantas            | Everton Medeiros             | 15 de novembro de 1972 | 31 de janeiro de 1973 |
| 5º      | Maria do Socorro F. Targino  | Antonio Dantas Diniz         | 15 de novembro de 1976 | 31 de janeiro de 1977 |
| 6º      | Edmilson Fernandes Jales     | (sem registro)               | 15 de novembro de 1982 | 31 de janeiro de 1983 |
| 7º      | César Teixeira Jales         | José Maria de Medeiros       | 15 de novembro de 1988 | 1 de janeiro de 1989  |
| 8º      | José Maria de Medeiros       |                              | (sem registro)         | (sem registro)        |
| 9º      | Epitácio Fernandes Jales     | (Sem registro)               | 3 de outubro de 1992   | 1 de janeiro de 1993  |
| 10º     | César Teixeira Jales         | Francisco Ezequiel da Silva  | 3 de outubro de 1996   | 1 de janeiro de 1997  |
| 11º     | Elio Jales de Almeida        | Antenor L. de Medeiros       | 1 de outubro de 2000   | 1 de janeiro de 2001  |
| 12ª     | Francisca Shirley F. Targino | Cleiston Rubens T. Azevedo   | 3 de outubro de 2004   | 1 de janeiro de 2005  |
| 13ª     | Francisca Shirley F. Targino | Cleiston Rubens T. Azevedo   | 5 de outubro de 2008   | 1 de janeiro de 2009  |
| 14º     | Arthur de Oliveira Targino   | Genésio Francisco Pinto Neto | 7 de outubro de 2012   | 1 de janeiro de 2013  |
| 15º     | Francisca Shirley F. Targino | Genésio Francisco Pinto Neto | 02 de outubro de 2016  | 1 de janeiro de 2017  |

## Economia

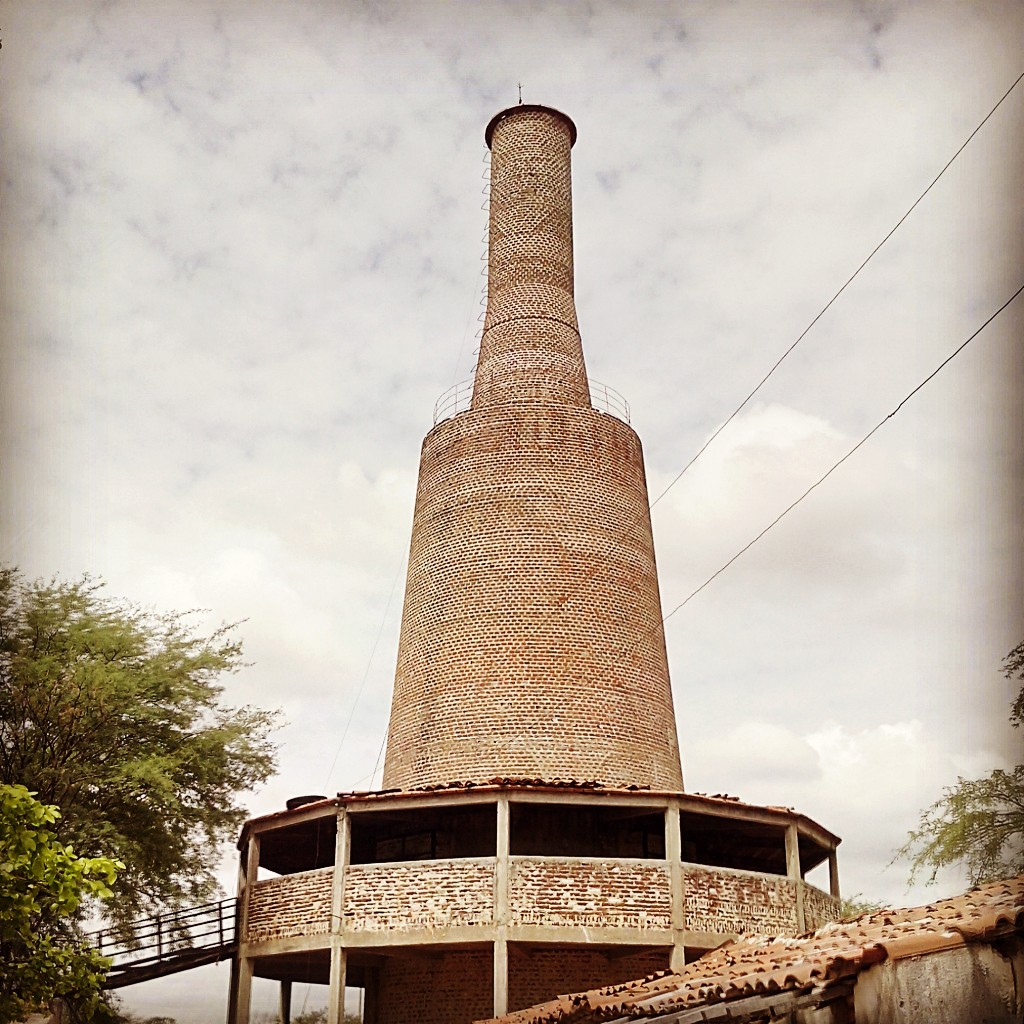
Caeira de cal localizada na zona rural de Messias Targino.

Segundo informações divulgadas pelo IBGE em 2011, o Produto Interno Bruto (PIB) de Messias Targino era de 30.906 mil reais e o PIB per capita é de 7.315.04 Reais. 
A economia messiense existe a partir da agricultura, que antes era praticada unicamente para a subsistência dos pequenos agricultores, mais hoje deu lugar à chamada agricultura familiar, em que os trabalhadores rurais se organizaram e criaram formas de vender parte da produção, mantendo uma parte para o próprio consumo.
A economia local, que dependia exclusivamente dos recursos do Fundo de Participação dos Municípios (FPM), ou seja, do repasse de verbas do governo federal, hoje tem outra história para contar. A cidade que sofria com analfabetismo, desemprego, êxodo rural, entre outros problemas econômicos e sociais, é exemplo de que o investimento no empreendedorismo é inovador e transformador.
Com o surgimento de políticas públicas do Governo Federal e da Administração Municipal, em que há muitas parcerias entre o Poder Público, associações de trabalhadores, sindicato representativo do homem e da mulher do campo e outras entidades.
Com isso foi que criada a Feira Agroecológica e Solidária que há cinco anos existe e que é realizada semanalmente no centro da cidade, a destinação de parte da produção para o Programa “Compra Direta” e depois, para a merenda escolar do Município, são formas de escoamento da produção da chamada agricultura familiar. Em Messias Targino, uma fábrica de produtos de limpeza e alguma facções de costuras também impulsiona a economia da cidade, além do comércio local que movimenta bastante a mercado econômico do município.

## Infraestrutura

### Educação
Messias Targino hoje conta 6 estabelecimentos de ensino, desses seis três são da rede pública e três da privada, o município conta com uma escola da rede Estadual "Escola Estadual Apolinária Jales" sendo que essa conta com ensino infantil, fundamental e médio, e uma da rede municipal "Escola Municipal Prof. Júlio Benedito" que dispõe de ensino infantil e fundamental e uma creche municipal que dispõe do ensino maternal e infantil e outra em fase de construção. Segundo o senso de 2010 realizado pelo IBGE existiam 118 pessoas que frequentavam pré-escolar, 782 pessoas que frequentavam regular do ensino fundamental, 159 pessoas que frequentavam regular do ensino médio, 116 pessoas que frequentavam superior de graduação e 21 pessoas que frequentavam educação de jovens e adultos do ensino fundamental - pública.

### Saúde
A cidade dispõe de um hospital de pequeno porte que é administrado pelo governo municipal, e dispõe ainda de uma unidade básica de saúde e outro em fase de construção tendo até o momento 09 leitos. A prefeitura municipal de Messias Targino, por meio da Secretaria Municipal de Saúde, está desenvolvendo na unidade básica de saúde Dr. Edino Jales, que recentemente pôs em prática o projeto de Gestante “Nascer Bem“, dirigido a grupos de gestantes e de aleitamento materno do município, que auxilia no acompanhamento das gestantes. O município também conta com uma equipe de agentes de EDEMIAS para a prevenção contra o mosquito da Dengue.

### Esporte
Messias Targino assim como outras cidades do Rio Grande do Norte também tem paixão pelo esporte, a cidade tem vários times distribuídos por ruas e bairros, além de contar com times de futsal nas modalidades juvenil e adulto masculino e feminino. Anualmente a prefeitura municipal realiza a maratona "Titi Maçonila" que atrai bastante competidores e atletas da cidade. Na infra estrutura o município conta com um ginásio poliesportivo equipado e moderno pronto para receber jogos de futsal, basquete, handebol e vôlei.
A cidade ainda conta com uma quadra no bairro Parque das Rosas e outra na Escola Municipal Prof. Júlio Benedito atendendo assim a população das localidades. Os primeiros jogadores da cidade jogavam num time chamado "Bota fogo Futebol Clube de Messias Targino" que teve como primeiro presidente o senhor Osnildo de Freitas Targino, cujos primeiros jogadores foram: Francisco Inácio "Chico Inácio", José de Oliveira, "Zé Gordo", Edmundo Jales de Almeida, José Manuel de Oliveira - "Zezinho de Sôro", José Manuel, Epitácio Fernandes Jales dentre outros.

### Serviços e transportes
O serviço de abastecimento de água é feito pela Companhia de Águas e Esgotos do Rio Grande do Norte (CAERN), enquanto a responsável pelo abastecimento de energia elétrica é a Companhia Energética do Rio Grande do Norte (Cosern), que fornece energia em todos os municípios do estado do Rio Grande do Norte. Ainda há serviços de internet discada e banda larga (ADSL) sendo oferecidos por provedores de acesso. Existe ainda serviço telefônico móvel, por telefone celular, que é oferecido até o momento pela operadora Telecom Italia Mobile (TIM). O código de DDD de Messias Targino é (84). E o seu Código de Endereçamento Postal é o (59775-000).[carece de fontes?] A frota municipal no ano de 2013 era de 1.015 veículos, sendo 185 automóveis, 35 caminhões, 4 caminhões tratores, 82 caminhonetas, 9 micro-ônibus, 601 motocicletas e 4 ônibus.

## Cultura
Desde o ano de 2005 o governo municipal vem realizando diretamente ou apoiando a iniciativa particular para eventos culturais, o Poder Público messiense passou a investir nesses eventos, também como forma de gerar renda e dividendos para o município.
Até então, Messias Targino contava basicamente com os festejos alusivos à sua padroeira, Nossa Senhora das Graças, que são realizados em novembro de cada ano. Nem mesmo a festa de emancipação política do município, que aniversaria em 8 de maio, merecia a atenção do executivo municipal. Hoje a cultura já é realidade no município que sediou recentemente o 34° Escambo popular livre de rua, no período de 16 a 18 de agosto de 2013, articulado pela Cia. Arte e Ação e demais grupos do movimento que existem no município.
Na parte social o município realiza anualmente a festa de emancipação política da cidade que acontece nos mês de maio, com apresentações culturais, gincanas, torneios de futsal e a tradicional maratona "Titi Maçonila" que tem maciça participação da população. A festa é encerrada com apresentações de bandas de forró de renome regional e até nacional chamando um grande público. No mesmo período realiza-se também a Cavalgada do sertão que atrai muitos simpatizantes, a Cavalgada já está no seu segundo ano consecutivo e deu lugar ao extinto torneio leiteiro que teve sua 4º e última edição em 2010.
Eventos em Messias Targino
| Evento                           | Data                |
| -------------------------------- | ------------------- |
| Emancipação política             | 8 de Maio           |
| Festa de Nsa. Senhora das Graças | 18 a 27 de Novembro |

### Artesanato
Principais atividades: colcha de retalho, crochê, tapeçaria, bordado (toalha de mesa, redes e lençol de cama), argila (panelas, potes, jarros e tigelas), cerâmica (tijolos), palha de carnaúba e madeira (placas, talhas, desenhos), bolsas, fuxico, tricô, reciclagem, pintura e redes de pesca.
Outras atividades: desenvolvimento de artesanato com papel de saco de estopa, arreios e selas, couro, gesso, biscuit, miçangas, aruás, rendas e vidros.